# 동북아중심발전포럼
동북아중심발전포럼은 국책사업인 국가식품클러스터, 전통 발효식품 산업육성, 한식의 세계화, 새만금 개발사업 등을 위한 정책의 연구개발 및 홍보를 통해 대한민국으로 하여금 동북아 중심의 발전을 목적으로 2010년 8월 3일 설립된 대한민국 농림수산식품부 소관의 사단법인이다. 사무실은 전라북도 전주시 완산구 서신동 40-90, 성진빌딩 5층에 있다.